# Henry Johansson (politiker)
Henry Johansson, född 9 mars 1889 i Jönköping, död 29 april 1958 i Göteborg, var direktör och socialdemokratisk politiker.
Johansson var ledamot av riksdagens första kammare från 1943, invald i Göteborgs stads valkrets.